# Audi A8
L'Audi A8 è un'automobile di segmento F prodotta dalla casa automobilistica tedesca Audi a partire dal 1994. Si tratta della vettura di punta (ammiraglia) della casa dei quattro anelli.

## Prima serie (D2,Typ4D; 1994-2002)

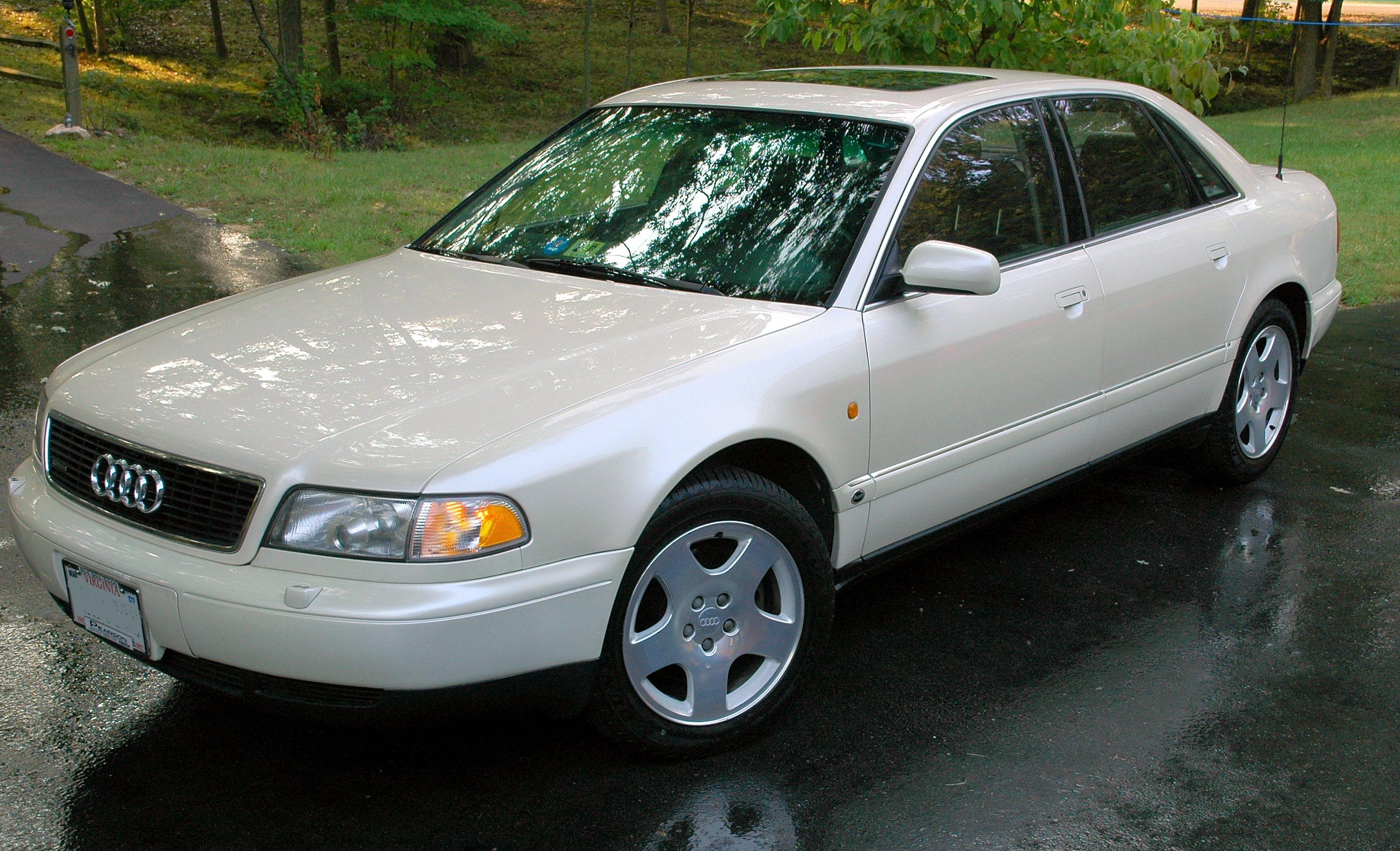
A8 D2

Nel 1982 Ferdinand Piëch firmò un accordo con Alcoa. L'obiettivo era quello di progettare e sviluppare una vettura che sarebbe stata notevolmente più leggera di qualsiasi altra vettura della sua categoria (per compensare il fatto che la trazione integrale di serie fosse di circa 100 kg più pesante della trazione posteriore delle sue concorrenti). Fu deciso che la prima vettura della casa a beneficiare del nuovo telaio sarebbe stata il successore della Audi V8, la berlina di punta introdotta nel 1988. Nel 1991, un progetto finale di Chris Bird e Dirk van Braeckel fu scelto e congelato per la produzione di serie nel 1992. La nuova berlina era notevolmente più grande della V8, lunga 503 cm, larga 188 cm e alta 142 cm ma anche più agile, veloce e spaziosa. Nel settembre 1993, l'Audi Space Frame concept car fu presentata al Salone dell'automobile di Francoforte come un prototipo della A8, con carrozzeria di colore alluminio lucidato e un motore 3.4 V8 turbodiesel da 150 kW (200 CV), al tempo il più potente diesel automobilistico al mondo. Due mesi dopo a Tokyo la concept apparve di nuovo questa volta con un motore W12 da 4.8 litri e 354 cavalli di potenza.
Nel giugno 1994 l'Audi lancia sul mercato la A8 che va a sostituire la V8, diventando la prima vera ammiraglia della costruttore teutonico. Il telaio è interamente in alluminio (novità assoluta tra le auto di grande produzione) ed i motori sono inizialmente i V8 a benzina 3.7 litri da 170 kW (230 CV) e 4.2 litri da 220 kW (300 CV), accoppiati al cambio automatico Tiptronic (novità tra le berline) ed alla trazione integrale. In seguito nel 1996 vengono lanciate le motorizzazioni V6 benzina 2.8 litri da 128 kW (174 CV), turbodiesel 2.5 V6 da 110 kW (150 CV) disponibile anche a trazione anteriore, e la versione sportiva S8, dotata del V8 4.2 potenziato a 250 kW (340 CV) e cerchi di lega da 18 pollici. Tra gli accessori figuravano il sistema audio Bose, cambio automatico, sedili di pelle, telefono, climatizzatore dual zone, airbag guidatore e passeggero, vetri e sedili elettrici, tetto apribile, ABS e controllo di trazione. Nel 1997 viene presentata la A8 Coupé al Salone dell'automobile di Ginevra anche se subito dopo venne deciso di non metterla in commercio.

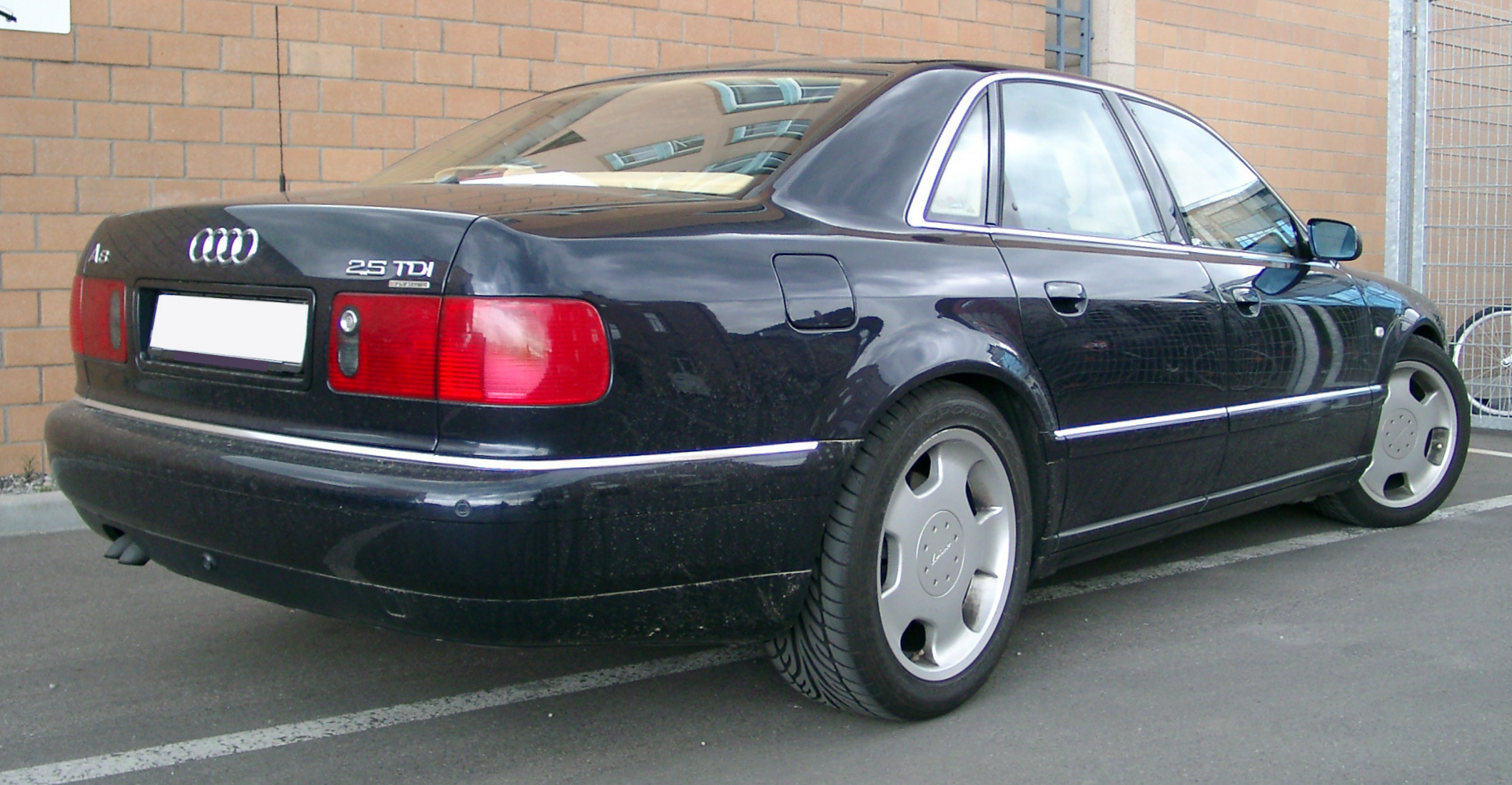
Retro A8 D2

Nel 1999 viene effettuato un restyling, che consiste nell'introduzione dei fari allo xeno e di un nuovo volante, meno sportivo e più in linea con la tipologia di vettura, arrivano anche il controllo della stabilità (ESP), distribuzione elettronica della frenata (EBD), sospensioni elettroniche, airbag laterali e il navigatore satellitare. Debutta anche la versione A8L 4.2 con il passo allungato di 13 cm. I motori V6 e V8 a benzina adottano le 5 valvole per cilindro e di conseguenza il 2.8 sale a 142 kW (193 CV), il 3.7 e il 4.2 salgono a 190 kW (260 CV) e 230 kW (310 CV) mentre la versione più spinta installata sulla S8 raggiunge i 260 kW (360 CV). Anche i motori turbodiesel vengono aggiornati con il 2.5 V6 che passa a 130 kW (180 CV) e l'introduzione del 3.3 V8 litri common-rail turbodiesel da 165 kW (224 CV). Nel 2001 debutta anche il 12 cilindri con disposizione a W di 6.0 litri da 310 kW (420 CV) sia a passo corto che a passo lungo, che aveva di serie anche i tavolini posteriori reclinabili e la televisione oltre che a un serbatoio di benzina più grande (da 90 a 92 litri). La A8 D2 uscì di produzione nel 2002.

### Motorizzazioni[1]
| Modello                                 | Disponibilità       | Motore  | Cilindrata (cm³) | Potenza         | Coppia max (Nm) | Emissioni CO2 (g/km) | 0–100 km/h (secondi) | Velocità max (km/h) | Consumo medio (km/l) |
| 2.8 V6 12V Quattro                      | dal debutto al 1996 | Benzina | 2771             | 128 kW (174 CV) | 250             | n.d                  | 9,1                  | 228                 | n.d                  |
| 2.8 V6 30V Quattro Tiptronic            | dal 1996 al 2000    | Benzina | 2771             | 142 kW (193 CV) | 280             | n.d                  | 10,1                 | 232                 | 9,5                  |
| 3.7 V8 32V Quattro Tiptronic            | dal 1995 al 1999    | Benzina | 3697             | 169 kW (230 CV) | 315             | n.d                  | 8,7                  | 245                 | 7,2                  |
| 3.7 V8 40V Quattro Tiptronic            | dal 1999 al 2002    | Benzina | 3697             | 191 kW (260 CV) | 350             | n.d                  | 8,6                  | 250                 | 7,6                  |
| 4.2 V8 32V Quattro Tiptronic            | dal debutto al 1999 | Benzina | 4172             | 220 kW (299 CV) | 400             | n.d                  | 7,3                  | 250                 | 6,8                  |
| 4.2 V8 40V Quattro Tiptronic            | dal 1999 al 2002    | Benzina | 4172             | 228 kW (310 CV) | 410             | n.d                  | 6,9                  | 250                 | 7,2                  |
| 6.0 W12 48V Quattro Tiptronic           | dal 2001 al 2002    | Benzina | 5998             | 308 kW (420 CV) | 550             | n.d                  | 5,7                  | 250                 | 6,3                  |
| S8 4.2 V8 32V Quattro                   | dal 1996 al 1999    | Benzina | 4172             | 250 kW (340 CV) | 420             | n.d                  | 5,5                  | 250                 | n.d                  |
| S8 4.2 V8 40V Quattro                   | dal 1999 al 2002    | Benzina | 4172             | 265 kW (360 CV) | 430             | n.d                  | 5,4                  | 250                 | 6,7                  |
| 2.5 V6 24V TDI Quattro Tiptronic 150 CV | dal 1997 al 2000    | Diesel  | 2496             | 110 kW (150 CV) | 310             | n.d                  | 11,3                 | 213                 | 12,9                 |
| 2.5 V6 24V TDI Quattro Tiptronic 180 CV | dal 2000 al 2002    | Diesel  | 2496             | 132 kW (179 CV) | 370             | n.d                  | 9,9                  | 224                 | 13,1                 |
| 3.3 V8 32V TDI Quattro Tiptronic        | dal 2000 al 2002    | Diesel  | 3328             | 165 kW (224 CV) | 480             | n.d                  | 8,2                  | 242                 | 9,7                  |

## Seconda serie (D3,Typ4E; 2002-2009)

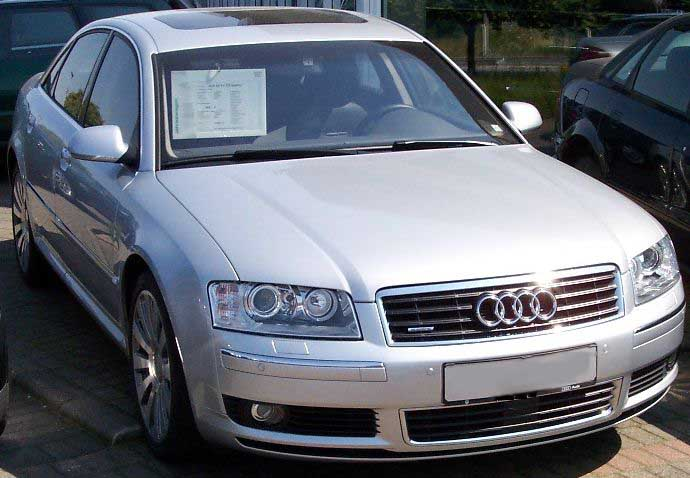
Un Audi A8 4.0 TDI del 2004

Nel 2002 viene lanciata la seconda serie della berlina di lusso Audi, dopo 8 anni. Rispetto alla versione precedente è più grande e disponibile in due lunghezze (normale ed a passo lungo). Gli interni rimangono sempre molto lussuosi ma acquistano anche un'impronta sportiva.
Inizialmente viene venduta con una nuova motorizzazione 4.0 TDI a gasolio, una novità rispetto alla serie precedente che montava il 3.3 TDI, successivamente questa motorizzazione viene rimpiazzata nel restyling. Questa vettura condivide la meccanica ma non il telaio (in alluminio) con la Volkswagen Phaeton (dove invece è di acciaio).
Nel 2005 subisce un facelift: viene cambiata la calandra, che ora presenta una cornice cromata che ingloba la mascherina con lo stemma Audi che era già presente dal 2003 sulla 6.0 W12, adottando quindi il classico frontale "singleframe" della casa, che diverrà poi comune a tutte le Audi. Vengono apportate modifiche ai fendinebbia, che ora sono rettangolari, cambiano anche i gruppi ottici posteriori pur rimanendo invariato il profilo, e vengono aggiunte cromature al corpo vettura. Con il restyling viene introdotto il motore a gasolio 4.2 TDI che va a sostituire il 4.0 TDI. Questa berlina vanta l'ormai diffuso "joypad multifunzione", denominato MMI (simile all'I-Drive BMW). Adotta un cambio automatico denominato Tiptronic per le versioni a trazione integrale oppure multitronic per quelle a trazione anteriore.

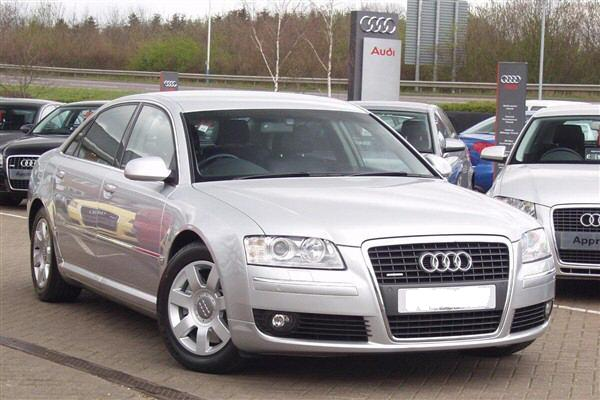
A8 seconda serie del 2007

3.0 TDI da 171 kW (233 CV) e con sei cilindri a V, il nuovo 4.2 TDI V8 da 240 kW (326 CV), un 2.8 FSI V6 da 150 kW (210 CV) con la sola trazione anteriore e un 3.2 FSI V6 da 190 kW (260 CV) sia a trazione anteriore che a trazione integrale, entrambi ad iniezione diretta di benzina (FSI), un 4.2 FSI V8 da 260 kW (350 CV) ed un 6.0 W12 capace di erogare 330 kW (450 CV) (con la particolare disposizione a doppia V dei cilindri); quest'ultimo motore è quello montato anche dalla versione Audi A8L W12 Security Edition autovettura blindata con pneumatici run-flat, cristalli che resistono a proiettili calibro 7,62, pianale rinforzato e portiere con dispositivi esplosivi per garantire l'apertura.
Su quasi tutte le motorizzazioni è disponibile la trazione integrale "quattro", sui 4.2 a gasolio e a benzina nonché sul 6.0 W12 si può avere a richiesta il passo lungo. La vettura è disponibile anche in una versione più sportiva, denominata S8, con un V10 5.2 da 330 kW (450 CV).

### Motorizzazioni[2]
| Modello                              | Disponibilità       | Motore  | Cilindrata (cm³) | Potenza         | Coppia max (Nm) | Emissioni CO2 (g/km) | 0–100 km/h (secondi) | Velocità max (km/h) | Consumo medio (km/l) |
| 2.8 V6 24V FSIe Multitronic          | dal 2007 al 2010    | Benzina | 2773             | 154 kW (210 CV) | 280             | 199                  | 8,0                  | 238                 | 11.3                 |
| 3.0 V6 30V Quattro Multitronic       | dal 2003 al 2005    | Benzina | 2976             | 162 kW (220 CV) | 300             | 230                  | 7,9                  | 242                 | 9,8                  |
| 3.2 V6 24V FSI Quattro Multitronic   | dal 2005 al 2010    | Benzina | 3123             | 191 kW (260 CV) | 330             | 235                  | 7,7                  | 250                 | 9,5                  |
| 3.7 V8 40V Quattro Tiptronic         | dal debutto al 2006 | Benzina | 3697             | 206 kW (280 CV) | 360             | 286                  | 7,3                  | 250                 | 7,9                  |
| 4.2 V8 40V Quattro Tiptronic         | dal debutto al 2006 | Benzina | 4172             | 246 kW (335 CV) | 430             | n.d                  | n.d                  | 250                 | n.d                  |
| 4.2 V8 32V FSI Quattro Tiptronic     | dal 2006 al 2010    | Benzina | 4163             | 257 kW (350 CV) | 440             | 259                  | 6,1                  | 250                 | 8,6                  |
| 6.0 W12 48V Quattro Tiptronic        | dal 2004 al 2010    | Benzina | 5998             | 331 kW (450 CV) | 580             | 353                  | 5,1                  | 250                 | 6,4                  |
| S8 5.2 V10 40V FSI Quattro Tiptronic | dal 2006 al 2010    | Benzina | 5204             | 331 kW (450 CV) | 540             | 319                  | 5,1                  | 250                 | 7,0                  |
| 3.0 V6 24V TDI Quattro Tiptronic     | dal debutto al 2010 | Diesel  | 2967             | 171 kW (233 CV) | 450             | 226                  | 7,8                  | 243                 | 8,4                  |
| 4.0 V8 32V TDI Quattro Tiptronic     | dal 2003 al 2005    | Diesel  | 3936             | 202 kW (275 CV) | 650             | 259                  | 6,7                  | 250                 | 9,8                  |
| 4.2 V8 32V TDI Quattro Tiptronic     | dal 2005 al 2010    | Diesel  | 4134             | 240 kW (326 CV) | 650             | 253                  | 5,9                  | 250                 | 10,0                 |

## Terza serie (D4,Typ4H; 2009-2017)

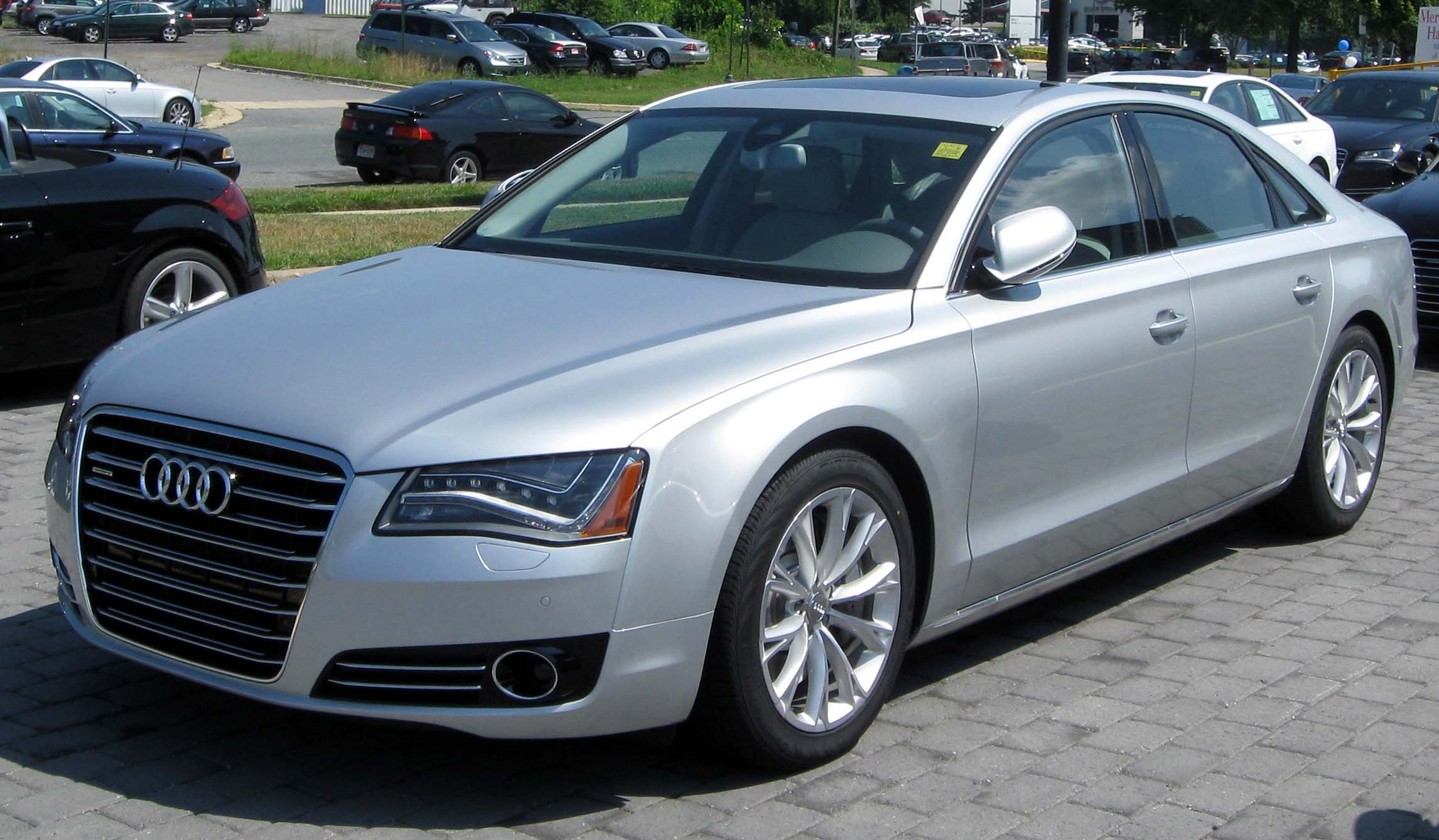
Audi A8 terza serie

Nel 2009 viene presentata la terza serie dell'Audi A8, in vendita da novembre dell'anno successivo come model year 2011. Le dimensioni della carrozzeria aumentano ancora ed i volumi presentano un andamento meno a cuneo rispetto alla serie precedente, perdendo parte dell'impronta sportiveggiante. Vengono introdotti i fari anteriori completamente a led, fino a 3 volte più potenti degli ormai obsoleti fari a scarica di gas xeno. L'auto può essere dotata di motori FSI da 210 o 310 kW (290 o 420 CV) oppure da motori TDI da 150, 184 o 257 kW (204, 250 o 350 CV).
In seguito debutta la versione a carrozzeria allungata W12 dotata del 12 cilindri a benzina portato a 6.3 litri di cilindrata, in grado di sviluppare 370 kW (500 CV).

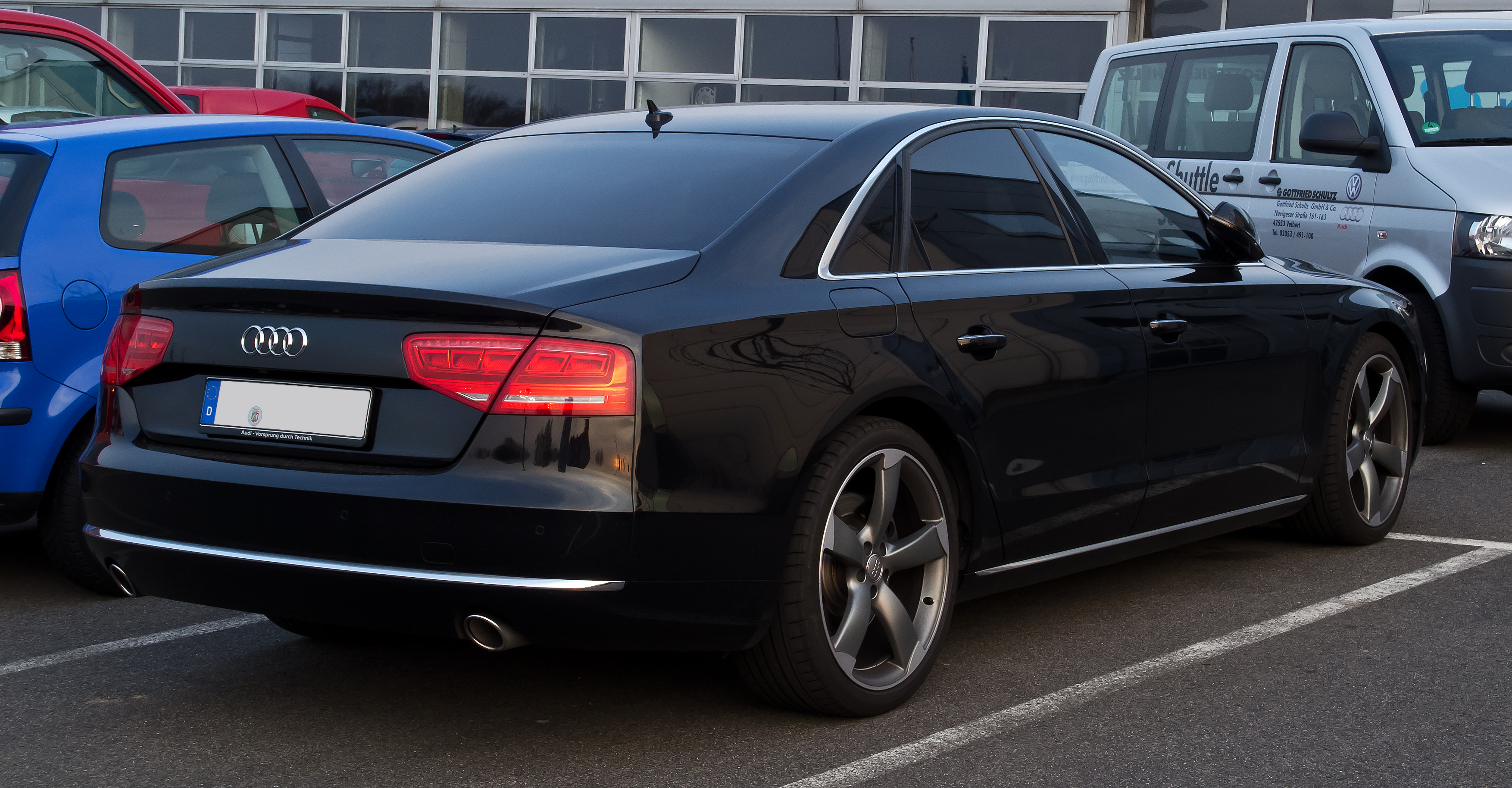
Audi A8 quattro posteriore del 2012

Nel 2012 è stata lanciata la versione S8. Era dotata di un propulsore 4.0 TFSI dalla potenza di 380 kW (520 CV) e dalla coppia di 650 Nm. Tali caratteristiche permettevano alla vettura di accelerare da 0 a 100 km/h in 4,2 secondi, con una velocità massima di 250 km/h. Il propulsore viene gestito da un cambio Tiptronic a otto rapporti. Sono state impiegate su questo modello diverse tecnologie per la riduzione del consumo di carburante che permettono alla vettura di percorrere 100 km con 10,2 litri di benzina. Alcune di queste sono il sistema Start e Stop impiegato quando la vettura si ferma e il cylinder on demand che provvede a disattivare 4 degli otto cilindri quando non sono necessari alla marcia del veicolo. L'altezza della vettura viene regolata dalle Adaptive Air Suspension in 3 diverse configurazioni. L'impianto frenante è costituito da freni a disco ventilati, mentre l'impianto di scarico prevede due doppi terminali.
Nel settembre 2013 l'Audi A8 è stata sottoposta ad un restyling che è consistito in un aggiornamento dei gruppi ottici e in altre piccole modifiche del frontale, comportando una scomparsa dai listini di varie versioni. Ad agosto 2015 viene presentata la S8 Plus con un motore da 445 kW (605 CV).

### Motorizzazioni[4]
| Modello                                   | Disponibilità       | Motore  | Cilindrata (cm³) | Potenza         | Coppia max (Nm) | Emissioni CO2 (g/km) | 0–100 km/h (secondi) | Velocità max (km/h) | Consumo medio (km/l) |
| 3.0 V6 24V TFSI Quattro Tiptronic 290 CV  | dal debutto al 2012 | Benzina | 2995             | 213 kW (290 CV) | 420             | 217                  | 6,1                  | 250                 | 11,4                 |
| 3.0 V6 24V TFSI Quattro Tiptronic 310 CV  | dal 2012            | Benzina | 2995             | 228 kW (310 CV) | 440             | 184                  | 5,7                  | 250                 | 11,4                 |
| 4.0 V8 32V TFSI Quattro Tiptronic 420 CV  | dal 2012 al 2014    | Benzina | 3993             | 309 kW (420 CV) | 600             | 219                  | 4,6                  | 250                 | 10,6                 |
| 4.0 V8 32V TFSI Quattro Tiptronic 435 CV  | dal 2014            | Benzina | 3993             | 320 kW (435 CV) | 600             | 213                  | 4,5                  | 250                 | 10,6                 |
| 4.2 V8 32V FSI Quattro Tiptronic          | dal debutto al 2012 | Benzina | 4163             | 273 kW (372 CV) | 445             | 219                  | 5,7                  | 250                 | 10,5                 |
| 6.3 W12 48V FSI Quattro Tiptronic         | dal debutto         | Benzina | 6299             | 368 kW (500 CV) | 625             | 277                  | 4,6                  | 250                 | 8,4                  |
| S8 4.0 32V V8 TFSI Quattro Tiptronic      | dal 2012            | Benzina | 3993             | 382 kW (520 CV) | 650             | 235                  | 4,1                  | 250                 | 9,9                  |
| S8 4.0 32V V8 TFSI Quattro Tiptronic Plus | dal 2015            | Benzina | 3993             | 445 kW (605 CV) | 750             | 231                  | 3,8                  | 300                 | 9,9                  |
| 3.0 V6 24V TDI Quattro Tiptronic 204 CV   | dal 2012 al 2014    | Diesel  | 2967             | 150 kW (204 CV) | 400             | 158                  | 7,9                  | 239                 | 16,7                 |
| 3.0 V6 24V TDI Quattro Tiptronic 250 CV   | dal debutto al 2012 | Diesel  | 2967             | 184 kW (250 CV) | 550             | 169                  | 6,1                  | 250                 | 15,6                 |
| 3.0 V6 24V TDI Quattro Tiptronic 262 CV   | dal 2012            | Diesel  | 2967             | 193 kW (262 CV) | 580             | 155                  | 5,9                  | 250                 | 15,6                 |
| 4.2 V8 32V TDI Quattro Tiptronic 350 CV   | dal debutto al 2012 | Diesel  | 4134             | 258 kW (350 CV) | 800             | 195                  | 5,5                  | 250                 | 13,1                 |
| 4.2 V8 32V TDI Quattro Tiptronic 385 CV   | dal 2012            | Diesel  | 4134             | 283 kW (385 CV) | 850             | 189                  | 4,7                  | 250                 | 13,1                 |
| 2.0 16V TFSI Hybrid Tiptronic             | dal 2012            | Ibrido  | 1984             | 180 kW (245 CV) | 480             | 144                  | 7,7                  | 235                 | 15,9                 |

## Quarta serie (D5,Typ4N; dal 2018)

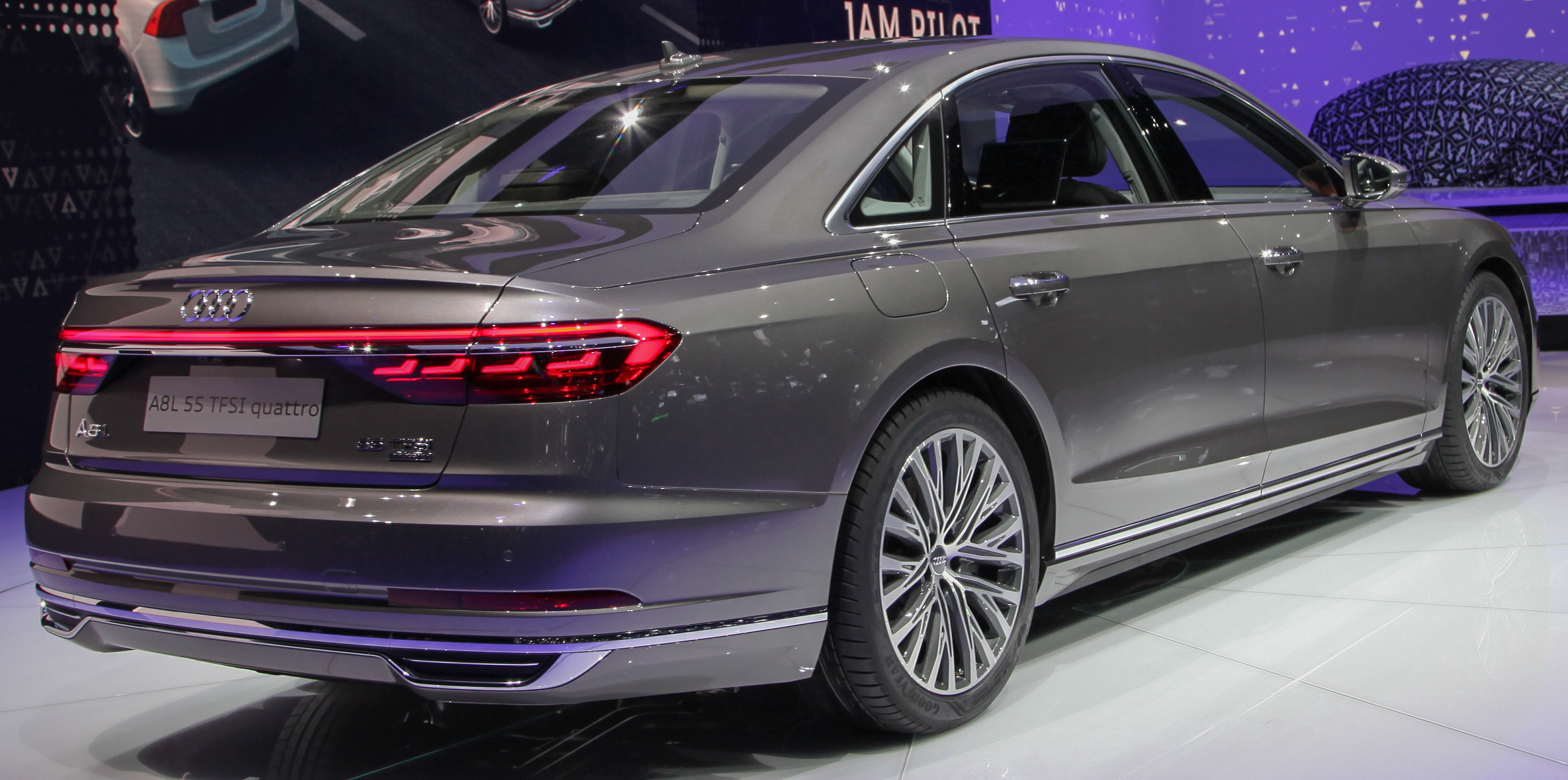
Audi A8 L del 2019, vista posteriore

Nel 2018 debutta la quarta serie dell'Audi A8, che è stata messa in commercio l'anno successivo. La nuova generazione di A8 trae ispirazione dalla concept Audi Prologue.

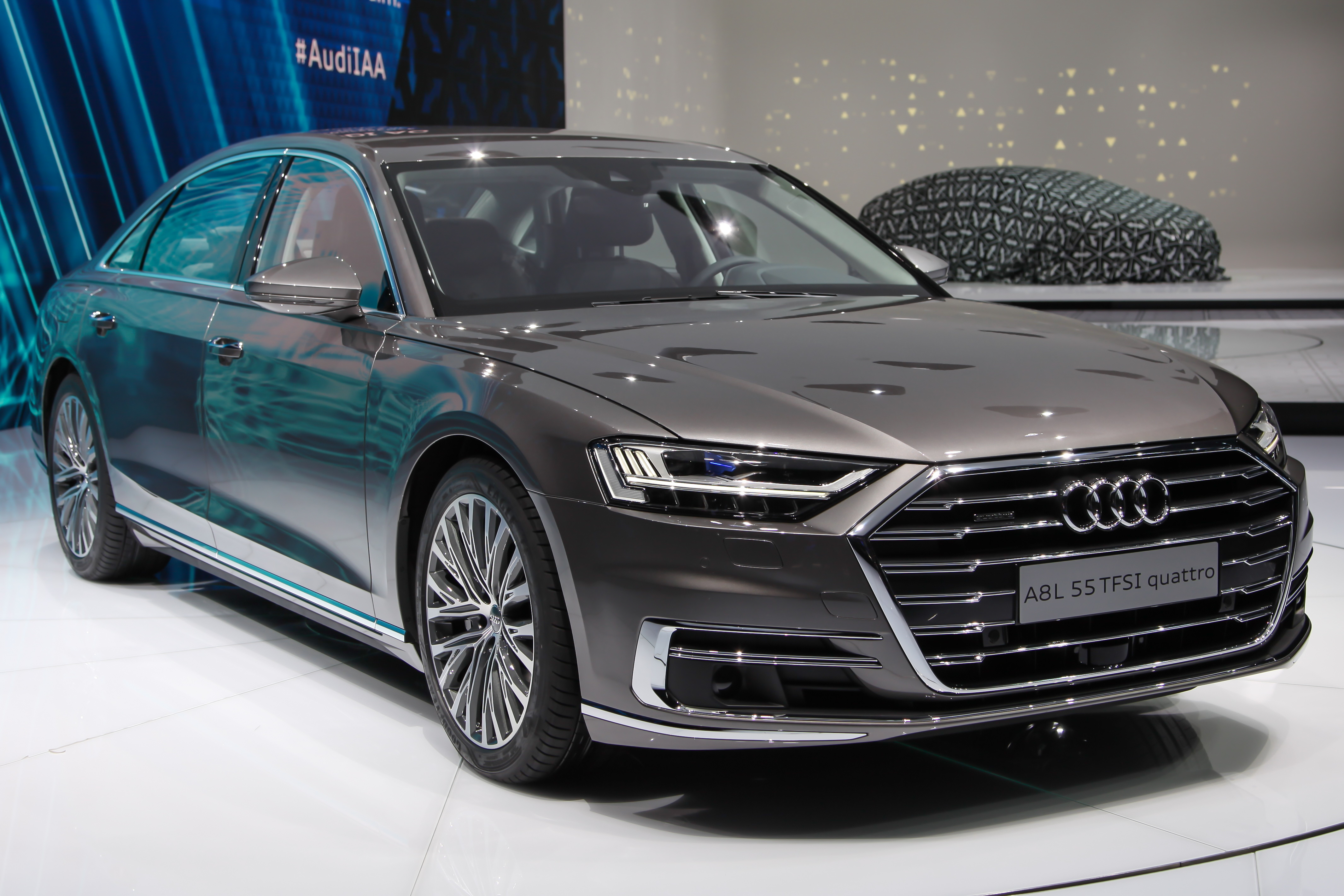
Audi A8 L del 2019, vista anteriore

Si basa sulla nuova piattaforma MLB Evo, caratterizzata da una costruzione multimateriale, condivisa con altre vetture del gruppo Volkswagen come Lamborghini Urus e Porsche Cayenne. La vettura porta al debutto le quattro ruote sterzanti e il sistema di assistenza alla guida di livello 3.